# FC WIT Georgia
FC WIT Georgia je klub gruzínské první ligy, sídlící ve městě Tbilisi. FC WIT Georgia patří k předním klubům Gruzie. Klub byl založen roku 1968. Hřištěm klubu je stadion s názvem Stadion Shevardeni s kapacitou 4 000 diváků.

## Úspěchy
- Mistr Gruzínské ligy: 2x - (2004, 2009)
- 1× vítěz gruzínského poháru (2010)
- 1× vítěz gruzínského Superpoháru (2009)

## Účast v evropských pohárech
| Sezona  | Soutěž        | Kolo        | Tým                 | Doma     | Venku | Celkem |
| 2000/01 | Pohár UEFA    | 1. předkolo | Bejtar Jeruzalém FC | 0:3      | 1:1   | 1:4    |
| 2004/05 | Liga mistrů   | 1. předkolo | HB Tórshavn         | 5:0      | 3:0   | 5:3    |
| 2004/05 | Liga mistrů   | 2. předkolo | Wisła Kraków        | 2:8      | 3:0   | 2:11   |
| 2007/08 | Pohár UEFA    | 1. předkolo | Artmedia Petržalka  | 0:2      | 1:2   | 2:3    |
| 2008/09 | Pohár UEFA    | 1. předkolo | Spartak Trnava      | 2:2      | 0:1   | 3:2    |
| 2008/09 | Pohár UEFA    | 2. předkolo | FK Austria Wien     | Nehráno* | 2:0   | 0:2    |
| 2009/10 | Liga mistrů   | 1. předkolo | NK Maribor          | 0:0      | 3:1   | 1:3    |
| 2009/10 | Evropská liga | 2. předkolo | Baník Ostrava       | 0:6      | 0:0   | 0:6    |

(* Utkání se nehrálo kvůli válečnému konfliktu v Jižní Osetii. Rozhodoval jediný zápas na půdě Austrie)